# BMW R1100 GS
La BMW R1100GS es una motocicleta todoterreno fabricada por la compañía alemana BMW Motorrad entre los años 1993 y 1999, sustituyendo a las BMW R80G/S y BMW R100GS. Esta motocicleta fue sustituida en el año 1999 por la BMW R1150GS.